# Multitap
Een multitap is een apparaat voor de console PlayStation. Het apparaat is bedoeld om meerdere controllers aan te sluiten om met 3 tot 4 te kunnen spelen. Het zijn vooral de first person shooters en de sportgames die veel gebruikmaken van de multitap-ondersteuning.

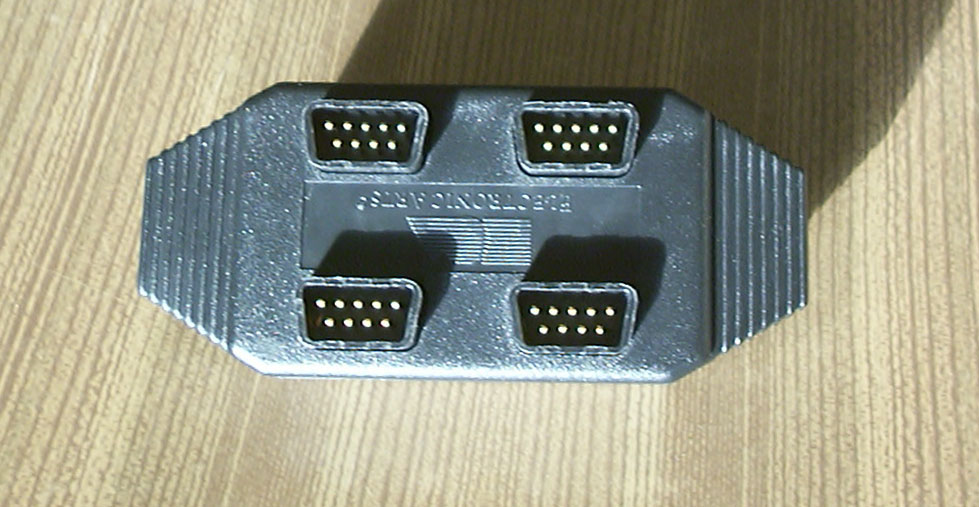
Mega drive ea 4 way play